# Atánquez
Atánquez es un corregimiento del municipio de Valledupar, además de ser parte de las doce comunidades que integran el Resguardo Indígena Kankuamo. Se encuentra ubicada en la vertiente suroriental de la Sierra Nevada de Santa Marta, en el departamento del Cesar.
Es el principal asentamiento del pueblo de Kankuamo, se encuentra ubicada en medio de los ríos Chiscuinlla y Candela. Sus calles empedradas cruzan pequeños cerros y forman hileras de caminos que se comunican entre sí.

## Transporte
Este servicios prestado por 30 vehículos, afiliados a la empresa constranorte el cual cubren la ruta principal Atánquez - La Mina - Patillal - Río Seco - Valledupar y viceversa, con una frecuencia varios viaje por vehículo, permitiendo la movilización de aproximadamente 100 personas. El costo del transporte de Atánquez a Valledupar es de 10 000 pesos colombianos. El transporte es de estación a estación.

### Vías
La vía de acceso a la comunidad está en buen estado, pavimentada hasta el corregimiento de Desde atanquez la carretera está hecha con el sistema placa huella.

## Reseña histórica
Inicialmente, la población estuvo ubicada en la región de Villa Rueda y, posteriormente, en el sitio conocido como Iglesia Vieja. Más tarde fue trasladada al lugar que actualmente ocupa, por orden de la Real Audiencia de Santa Fe al juez subdelegado de tierras, don Agustín de la Sierra, en el año 1781.
Su nombre indígena proviene de una antigua tradición kankuama y significa "trabajo, lucha y defensa". El poblado fue oficialmente creado mediante el Acuerdo Municipal n.º 02 del 4 de enero de 1906, durante la alcaldía del doctor Moisés Martínez en Valledupar.
Actualmente, Atánquez forma parte del recientemente creado Resguardo Kankuamo, constituido mediante la Resolución n.º 012 del 10 de abril de 2003, emitida por el Instituto Colombiano de la Reforma Agraria (INCORA).

## Demografía
Se estiman 6060 habitantes. Es producto del mestizaje entre muchas razas, la blanca, la negra y el nativo indígena. Tiene 760 viviendas aproximadamente, donde habita un promedio de 2 familias y 6 personas por vivienda.

## Economía
La actividad económica más representativa, es la agricultura, le sigue la comercialización de la Mochila Atánquera. Sus principales productos agrícolas son: café, aguacate, mango, plátano, banano y caña de azúcar. Además, se produce alfandoque y panela, productos que hacen un gran aporte a la economía del corregimiento.

## División territorial

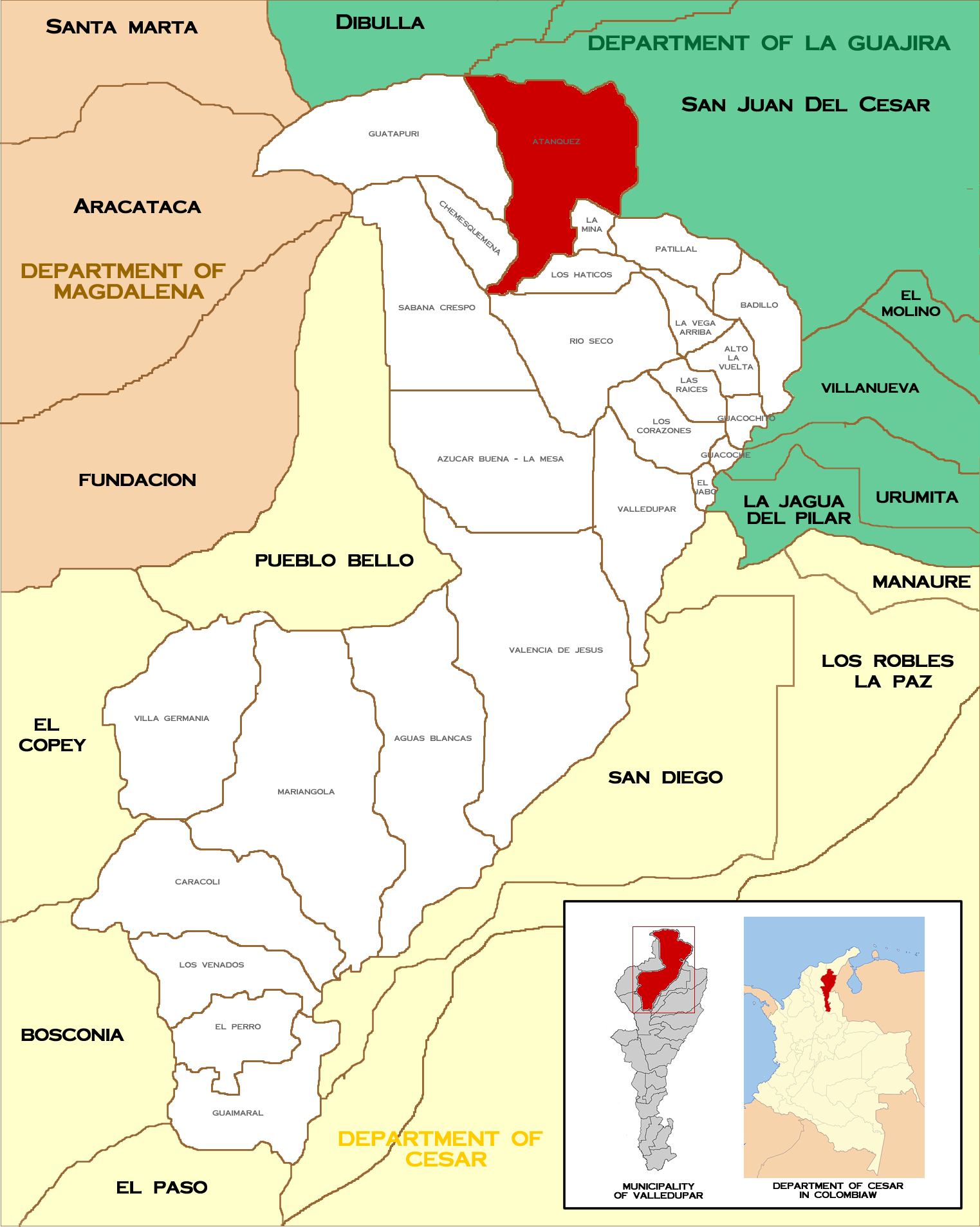
Ubicación de Atánquez en Valledupar

El centro poblado Atánquez está dividido por 18 barrios: 
Delicias, Medellín, Libertador, Fátima, Alfonso López, San Isidro, Monte Azul, Margaritas, Hogar del Niño, Centro, El Carmen, Ribería, Las Cumbres, Villa Unión, Villa Armando, Simón Bolívar, El Progreso y Ocho de Julio.

## Gobierno
El gobierno propio está encabezado por el Cabildo Menor, el cual es elegido por el Consejo de Mayores de la comunidad, posee 8 comisiones encargada de los temas de : Educación, Jóvenes, Salud, Territorio, Buen vivir, Comunicaciones, Mujeres, y Derechos Humanos e integrada por miembros de la comunidad, la dirección de la comunidad está a cargo del Consejo de Mayores, el cual es el encargado de direccionar los asuntos generales de la comunidad y aplicar la justicia propia.

## Cultura
Posee una rica cultura musical, sobre todo de carácter indígena y mestizo. Los principales aires musicales son: El Chicote y la Gaita (constituidos en canto y danza), la Chinita (de origen Wuayù) y la Colita (ancestros de la música Vallenata); existen además modalidades como la décima cantada. En cuanto a grupos de danzas existen de origen indígena y religioso.

### Biblioteca Pública Kankuaka
Presta el servicio de consulta de libros, préstamo y uso de internet a la población desde su implementación por parte del Resguardo Indígena en 2013, cuenta con una colección de 3287 libros, sala infantil y sala general, un bibliotecario y dos auxiliares, su objetivo principal es el de  preservar y recrear el patrimonio.  
En 2015 es elegida finalista del premio Daniel Samper Ortega en la categoría  Bibliotecas Pequeñas
En 2017 recibe el premio internacional a la innovación otorgado por EIFL

### Principales celebraciones
La fiesta del Corpus Christi que se celebra el mes de junio; las fiestas del patrono del pueblo San Isidro Labrador que se celebran el 15 de mayo; el festival folclórico de la Sierra Nevada, el cual recoge las muestras culturales de las distintas etnias de la Sierra Nevada.

## Servicios

### Equipamiento
La población cuenta con servicios de acueducto –no cumple con el 100 % de los parámetros de potabilidad establecidos– y energía eléctrica, con una cobertura del 100% en ambos servicios. En cuanto al servicio de alcantarillado, nunca ha funcionado; en lo que respecta al aseo, las basuras son enterradas y quemadas por la misma comunidad. Desde agosto de 2019 Gases del Caribe inició el proyecto para llevar gas natural a esta comunidad y hacia enero de 2020 la mayoría de las viviendas cuentan con este servicio. [cita requerida]

### Educación
La formación escolar es prestada por la Institución Educativa San Isidro Labrador con más de 1000 estudiantes en su sede principal y sedes anexas. La educación que se brinda esta orientada a garantizar la permanencia cultural, formando personas con principios y valores propios de la cultura establecidos en la ley de Origen; e impartiendo una enseñanza intercultural, integral y permanente donde prevalezcan los principios culturales, territoriales y del trabajo colectivo para el fortalecimiento de la identidad y la autodeterminación, articulados a la realidad del pueblo Indígena kankuamo 

### Salud
Cuenta con 2 centros de salud: El primero depende del Hospital Eduardo Arredondo Daza, el cual es atendido por 1 médico general, 1 bacterióloga, 1 enfermera, 1 auxiliar de enfermería ; y el segundo depende de la IPS Kankuama, atendido por 1 médico general, 1 odontólogo y una enfermera jefe y 2 auxiliares de enfermería, los cuales prestan los servicios de medicina general, urgencias, laboratorio, control de crecimiento y desarrollo, control prenatal, planificación familiar, curaciones y control de hipertensión arterial, entre otras. 

### Comunicación
Se puede acceder a la señal de telefonía móvil Movistar y Claro, el acceso a internet lo obtienen mediante planes de datos o módems de las empresas mencionadas anteriormente, desde su territorio emite en la frecuencia de los 90.7MHz en la banda FM la emisora de interés público Tayrona Stereo.